# DEN-4
El DEN-4 es un serotipo del virus del dengue que corresponde a una población de cepas agrupadas en dos genotipos. El virus se transmiten al hombre a través de la picadura de mosquitos del género Aedes aegypti, Aedes albopictus, Aedes africanus, Aedes scutellaris y Aedes luteocephalus; y la infección puede resultar asintomática o en un síndrome febril de severidad variada. La mayoría de los enfermos desarrollan la forma leve o dengue clásico DC y algunos la hemorrágica DH que puede llevar a la muerte cuando se acompaña del síndrome de choque hipovolémico (DH/SCH). En 1981 hace su aparición en Estados Unidos y Haití, en 1982, en Colombia y surge nuevamente en 1986; en 1983 hizo su aparición en México; en 1982 en Brasil. El martes 30 de agosto de 2011, el Departamento de Salud del Estado de Paraná, Brasil  confirmó la detección del primer caso de dengue por el serotipo DEN-4 en el  municipio de Foz do  Iguaçu.